# Is This Desire?
Is This Desire? — четвертий студійний альбом альтернативної музикантки та виконавиці Пі Джей Гарві, представлений у вересні 1998 року.

## Композиції
Автор музики і слів PJ Harvey. 
| #     | Назва                 | Тривалість |
| ----- | --------------------- | ---------- |
| 1.    | «Angelene»            | 3:34       |
| 2.    | «The Sky Lit Up»      | 1:50       |
| 3.    | «The Wind»            | 4:04       |
| 4.    | «My Beautiful Leah»   | 2:00       |
| 5.    | «A Perfect Day Elise» | 3:06       |
| 6.    | «Catherine»           | 4:05       |
| 7.    | «Electric Light»      | 3:04       |
| 8.    | «The Garden»          | 4:11       |
| 9.    | «Joy»                 | 3:40       |
| 10.   | «The River»           | 4:52       |
| 11.   | «No Girl So Sweet»    | 2:45       |
| 12.   | «Is This Desire?»     | 3:25       |
| 40:24 |                       |            |

## Персоналії
Музиканти
- Пі Джей Гарві — вокал, гітара
- Мік Харві — бас, клавішні
- Джон Періш — гітара, клавішні
- Роб Елліс — берабани, перкусія
- Ерік Дрю Фельдман — фортепіано, клавішні

Додаткові музиканти
- Джо Гор — гітара
- Джеремі Хогг — гітара
- Террі Едвардс — труба (10)
- Річард Хант — скрипка (11)

Технічний персонал
- Flood — продюсер, звукорежисер
- Пі Джей Гарві — продюсер
- Head — продюсер
- Маріус де Фріз — продюсер, звукорежисер, мікшування, програмування (2, 3)
- Енді Тодд — звукорежисер, мікшування (2, 3)
- Піт Девіс — програмування (2, 3)
- Стів Сідельник — програмування (2, 3)

Художнє оформлення
- Марія Мохнач — артдиректор, дизайн, фото
- Роб Крейн — артидиректор, дизайн
- Пі Джей Гарві — фото
- Джулія Гембер — фото
- Нік Дейлі — фото